# 150er Tux
De 150er Tux is een pendelbaan tussen de Rastkogel en de Horberg in skigebied Ski Zillertal 3000.
Bij de opening in 2001, was het nog de grootste pendelbaan van Oostenrijk. Er kunnen namelijk 150 personen in één cabine. In 2006 opende de Mayrhofner Bergbahnen, evenals onderdeel van Ski & Gletscherwelt Zillertal 3000, de Ahornbahn. Deze kan 10 personen meer naar boven vervoeren dan de 150er Tux, waardoor de 150er Tux zijn record kwijt is geraakt. De 150er Tux biedt uitkomst om vanaf de skigebieden Penken, Penkenjoch en Horberg naar de skigebieden Eggalm, Rastkogel en via een extra bus naar de Hintertuxer Gletscher te gaan. De 150er Tux bestaat uit twee grote cabines, die altijd in tegengestelde richting op twee aparte banen van elkaar draaien, een zogenaamde pendelbaan dus.

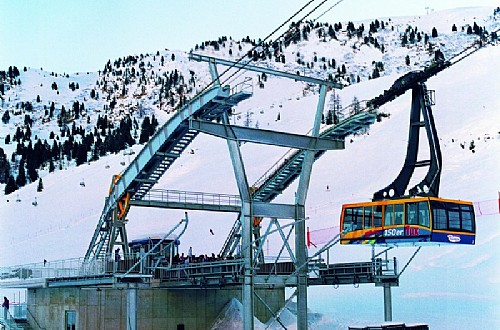
Het dalstation van de Pendelbaan.

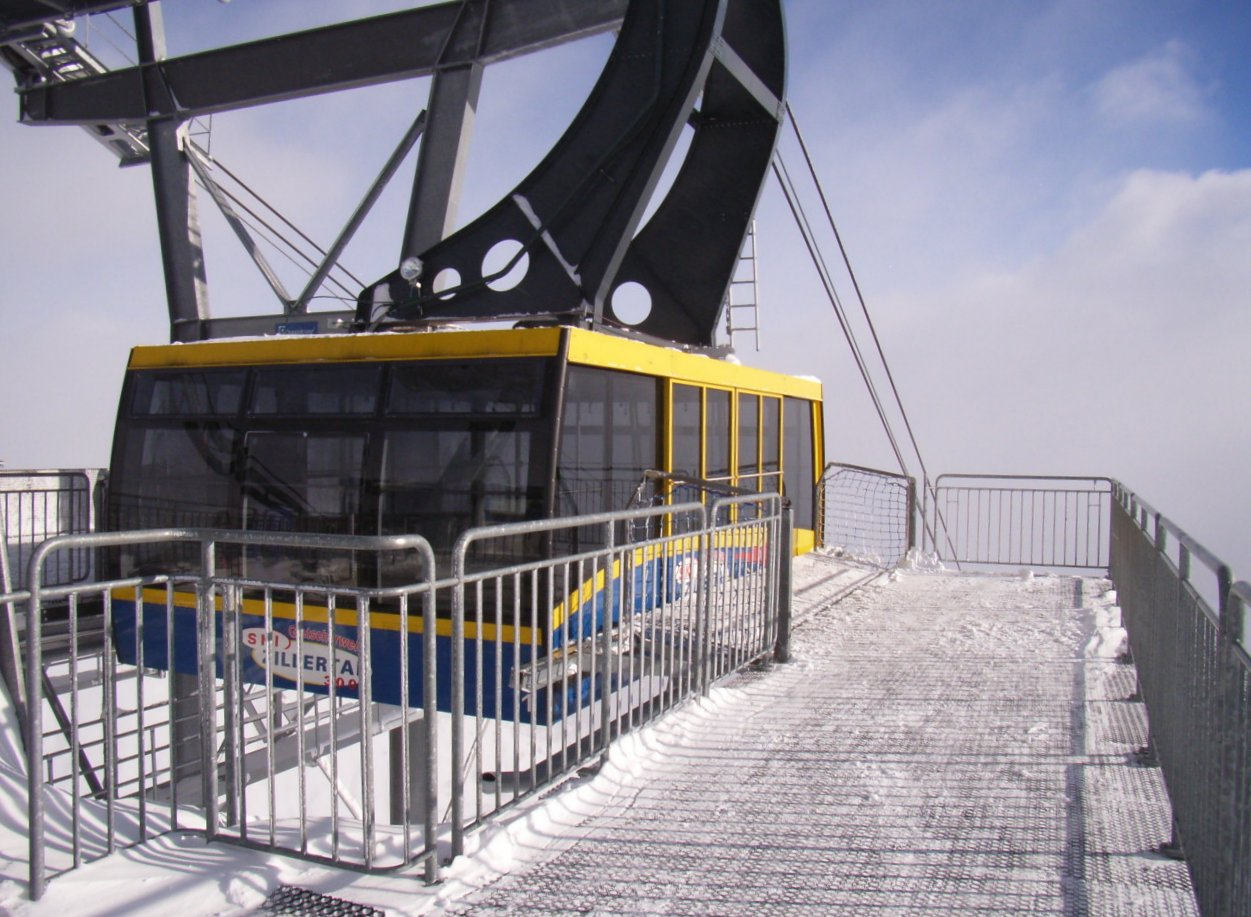
Het bergstation van de Pendelbaan.

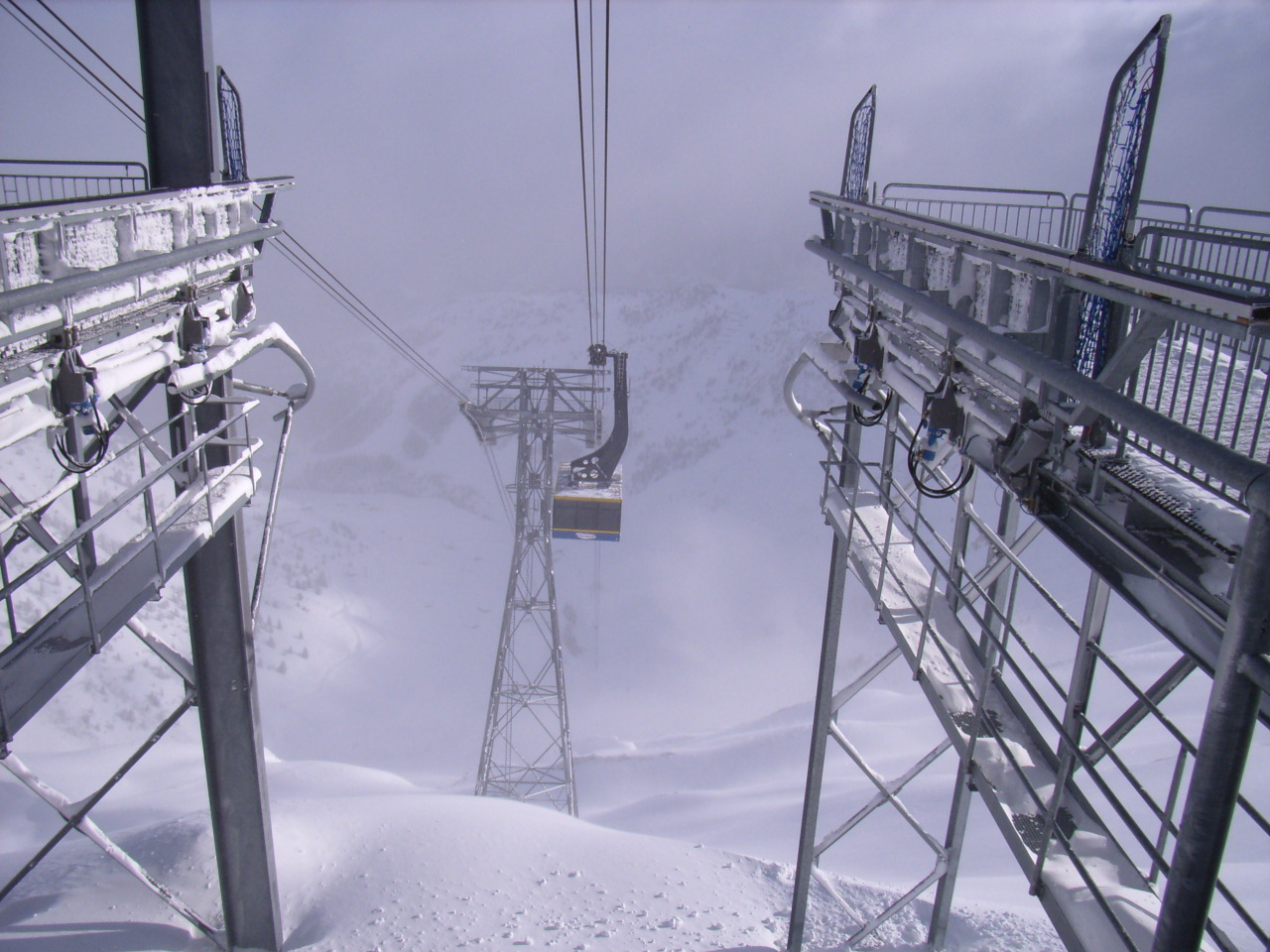
De eerst, en enige paal in de 150er Tux.

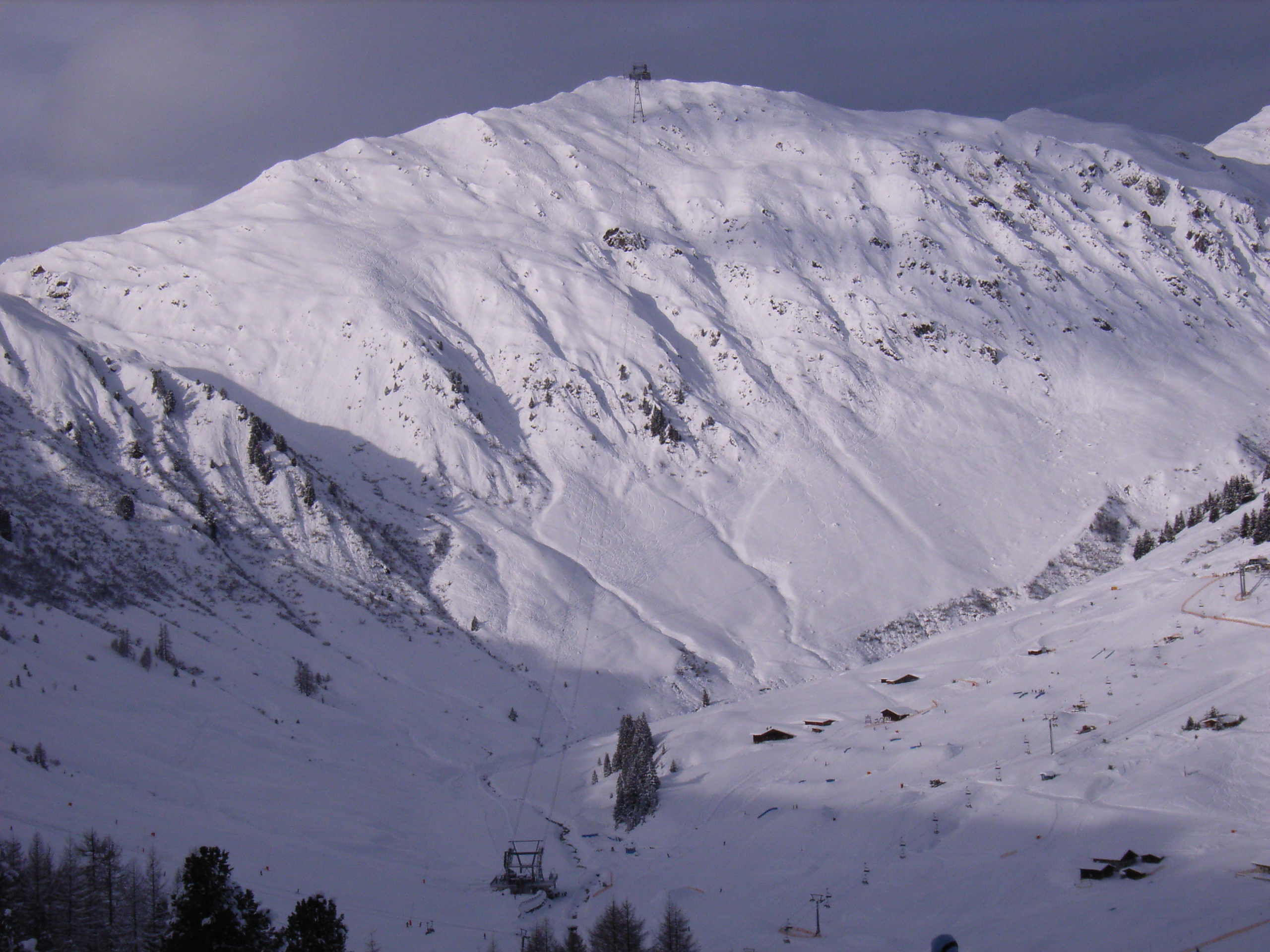
De gehele baan, gezien vanaf de Nordhangbahn.

Bestaande kabelbanen:
150er Tux
· 4er Fernerhaus
· 8er Sommerberg
· 8SB Ahorn
· Ahornbahn
· DSB Ebenwald
· Eggalm-Nord
· Eggalmbahn
· Finkenberger Almbahn
· Finkenberger Almbahn II
· 6SB Gerent
· GletscherBus I
· GletscherBus II
· GletscherBus III
· 4SB Sunliner
· Horbergbahn
· 8SB Horbergjoch
· Katzenmoosbahn
· 6SB Knorren
· Kombibahn Penken
· Lämmerbichl
· Lärchwald Express
· 6SB Lattenalm
· 4SB Nordhang
· Penken-Express
· Penkenbahn
· Rastkogelbahn
· 6SB Schneekar
· 8SB Tappenalm
· 6SB Unterbergalm
· 6SB Wanglspitz

Verwijderde of vervangen liften:
3SB Penken